# Innocent Gentillet
Pour les articles homonymes, voir Gentillet.
Innocent Gentillet, né en 1532 ou 1535 à Vienne et mort le 23 juin 1588 à Genève, est un avocat et jurisconsulte français.

## Biographie
Huguenot modéré, avocat à Grenoble et à Vienne puis parlementaire, il fuit à Genève après le massacre de la Saint-Barthélemy en 1572 mais rentre en France après l'édit de Beaulieu en 1576. Ses opinions protestantes le font à nouveau exiler à Genève en 1585.
Il publie en 1576 des Discours sur les moyens de bien gouverner ( [vraisemblablement Genève, chez Jacob Stoer] 1576) dans lesquels il condamne les idées de Nicolas Machiavel, qu'il soupçonne de vouloir introduire l'impiété et l'immoralité dans le gouvernement. Il y accuse les Italiens de l'entourage de Catherine de Médicis de s'en faire les propagateurs. L'ouvrage sera traduit et publié en latin en 1577 sous le titre Commentariorum de regno aut quovis principatu recte... administrando libri tres ... adversus Nicolaum Machiavellum, puis en anglais. Il connaît ainsi une diffusion considérable à travers toute l'Europe jusqu'au milieu du XVIIe siècle.
Gentillet affirme que la source de la richesse d'un État vient de sa forte population. Il estime que les luttes intestines et les mauvaises lois sont contraires au développement de la population et condamne le luxe comme nuisible au bien-être national. 
Les Discours de Gentillet seront bientôt connus comme l'Anti-Machiavel, terme qui sera choisi par Frédéric II pour titre de son Essai critique sur le Prince faussement attribué à Voltaire (1740). C'est dans ces Discours qu'apparaît pour la première fois le terme machiavelliste. Ils contribueront de façon majeure à établir des malentendus durables sur l'œuvre de Machiavel et en constituent la première réfutation. L'ouvrage annonce aussi la science politique, telle que définie par Jean Bodin.

## Publications
- Remonstrance au Roy tres-chrestien Henry III. Sur le faict des deux Edicts de sa Maiesté donnez à Lyon, l'un du X. de Septembre, et l'autre du XIII. d'Octobre dernier passé, presente annee 1574, touchant la nécessité de paix, et moyens de la faire, 1574.
- Discours sur les moyens de bien gouverner (Anti-Machiavel) et maintenir en bonne paix un royaume ou autre principauté, divisé en trois parties, a savoir, du Conseil, de la Religion & de la Police que doit tenir un Prince. Contre Nicolas Machiavel, 1576.
- La République des Suisses comprinse en deux livres, contenant le gouvernement de Suisse depuis l'empereur Raoul de Habspourg jusques à Charles le Quint, descrite en latin par Josias Simler, et nouvellement mise en françois, 1578.
- Apologie, ou Defense pour les chrestiens de France, qui sont de la Religion evangelique ou reformee, satisfaisant à ceux qui ne veulent vivre en paix & concorde avec eux. Par laquelle la pureté d'icelle religion, és principaux poincts qui sont en different, est clairement monstrée, non seulement par la Saincte Escriture, & la raison, mais aussi par les propres canons du Pape. Au Roy de Navarre, 1584.
- Le Bureau du concile de Trente, auquel est monstré qu'en plusieurs poincts iceluy concile est contraire aux anciens conciles et canons et à l'autorité du Roy, 1586.